# Parafia św. Brata Alberta Chmielowskiego w Częstochowie
Parafia Świętego Brata Alberta Chmielowskiego w Częstochowie – rzymskokatolicka parafia, położona w dekanacie Częstochowa - Podwyższenia Krzyża Świętego, archidiecezji częstochowskiej w Polsce, erygowana w 1997.